# Pentapodus numberii
Pentapodus numberii är en fiskart som beskrevs av Allen och Erdmann 2009. Pentapodus numberii ingår i släktet Pentapodus och familjen Nemipteridae. Inga underarter finns listade i Catalogue of Life.